# RKSV Volendam in het seizoen 1956/57
Het seizoen 1956/1957 was het tweede jaar in het bestaan van de Volendamse betaaldvoetbalclub Volendam. De club kwam uit in de Eerste divisie B en eindigde daarin op de vierde plaats. Tevens deed de club mee aan het toernooi om de KNVB Beker, hierin werd in de derde ronde verloren van ADO (2–3).

## Wedstrijdstatistieken

### Eerste divisie B
|       | AGOVV | Blauw-Wit | D.F.C. | EBOH  | EDO   | Excelsior | Fortuna | Helmond | Hermes DVS | RCH   | Rigtersbleek | SHS   | Sittardia | Stormvogels | Vitesse |
| ----- | ----- | --------- | ------ | ----- | ----- | --------- | ------- | ------- | ---------- | ----- | ------------ | ----- | --------- | ----------- | ------- |
| Thuis | 4 – 0 | 1 – 0     | 4 – 5  | 2 – 2 | 4 – 0 | 1 – 1     | 2 – 1   | 5 – 2   | 1 – 0      | 2 – 2 | 2 – 1        | 5 – 0 | 4 – 1     | 1 – 2       | 3 – 3   |
| Uit   | 3 – 2 | 5 – 1     | 3 – 1  | 2 – 2 | 0 – 1 | 0 – 3     | 0 – 2   | 2 – 5   | 5 – 3      | 2 – 2 | 0 – 4        | 2 – 0 | 3 – 0     | 2 – 1       | 1 – 1   |

### KNVB Beker
| 1e ronde                                            | VVB                                                 | 1 – 5 (1 – 1) | Volendam                                                              |
| 26 augustus 1956 Plaats: Breesaap Sportpark VVB     | Steinvoort 27'                                      |               | 40' Harmen Veerman –', 80' Dick Tol Thames Tol –' (pen.) Jan Schilder |
| 2e ronde                                            | Volendam                                            | 5 – 4 (2 – 2) | Blauw-Wit                                                             |
| 16 september 1956 Plaats: Volendam Julianaweg       | Dick Tol 21', –', 75' Harmen Veerman 31' Thames Tol |               | 19', –', –' Herman Koers Piet Koekebakker                             |
| Tussenronde                                         | Volendam                                            | 4 – 2 (2 – 0) | Ajax                                                                  |
| 14 oktober 1956 Plaats: Volendam Julianaweg         | Dick Tol 24', 75' Bruin Steur 40' Thames Tol        |               | 61' Piet Ouderland 84' Wim Bleijenberg                                |
| 3e ronde                                            | ADO                                                 | 3 – 2 (2 – 0) | Volendam                                                              |
| 26 december 1956 Plaats: Den Haag Zuiderparkstadion | Jan Verhoek 15' Mick Clavan 31' Lex Rijnvis 75'     |               | 48' Jaap Smit 60' Dick Tol                                            |

## Statistieken Volendam 1956/1957

### Eindstand Volendam in de Nederlandse Eerste divisie B 1956 / 1957
| Stand | Gespeeld | Gewonnen | Gelijk | Verloren | Punten | Doelpunten voor | Doelpunten tegen |
| ----- | -------- | -------- | ------ | -------- | ------ | --------------- | ---------------- |
| 4e    | 30       | 14       | 7      | 9        | 35     | 69              | 50               |

### Topscorers
| #                    | Naam            | Goal |
| -------------------- | --------------- | ---- |
| 1.                   | Dick Tol        | 34   |
| 2.                   | Harmen Veerman  | 12   |
| 3.                   | Jaap Smit       | 4    |
| 3.                   | Bruin Steur     | 4    |
| 3.                   | Thames Tol      | 4    |
| 6.                   | Jannie Schilder | 3    |
| 6.                   | Ben Steur       | 3    |
| 8.                   | Jan Schilder    | 2    |
| 9.                   | Henk Jonk       | 1    |
| Onbekende doelpunten |                 |      |
| –                    | Onbekend        | 2    |
| Totaal               | Totaal          | 69   |

| #      | Naam           | Goal |
| ------ | -------------- | ---- |
| 1.     | Dick Tol       | 8    |
| 2.     | Thames Tol     | 3    |
| 3.     | Harmen Veerman | 2    |
| 4.     | Jan Schilder   | 1    |
| 4.     | Jaap Smit      | 1    |
| 4.     | Bruin Steur    | 1    |
| Totaal | Totaal         | 16   |